# V-styl

Silueta skokana užívajícího V-styl

V-styl je moderní typ techniky skoku na lyžích. 
V-styl je zdokonalením staršího paralelního stylu. Zatímco dříve měli skokani lyže při skoku rovnoběžně, při V-stylu skokan po odrazu přejde do postavení, kdy lyže tvoří písmenko „V“. 
V-styl prosadil švédský skokan Jan Boklöv. Začal jej používat v roce 1985, ale od rozhodčích, kteří vyžadovali paralelní styl, dostával vysoké bodové srážky. Jeho V-styl byl považován za nepohledný a špatný. Jenže Boklövův styl měl i tak výsledky. I přes nepřízeň stylových rozhodčích 10. prosince 1988 vyhrál v Thunder Bay svůj první závod světového poháru a nakonec vyhrál i celý ročník světového poháru. 
Následné testy aerodynamiky prokázaly, že při V-stylu vzduch zvedá lyže o 28 procent více. Skok s V-stylem je také bezpečnější. Mezinárodní lyžařská federace přestala časem V-styl penalizovat a během pár let byl paralelní styl zapomenut. Již v roce 1992 V-styl dominoval.
Jan Boklöv byl bezpochyby hlavním průkopníkem V-stylu, avšak podobný styl měli dříve či ve stejné době i jiní skokani. V Polsku to byl koncem šedesátých let Mirosław Graf, v Česku skákal „véčkem“ Jiří Malec, Boklövův současník.

## Zajímavosti
- Ačkoli skokanská legenda Matti Nykänen nikdy neskákal V-stylem (kariéru pozvolna končil, když V-styl nastupoval), později o něm natočil píseň V-tyyli (V-styl finsky). Celá je vystavěna kolem slovní hříčky, že „V“ je také zkratka pro vulgární slovo „vittu“ (původně vulva).
- Před Janem Boklövem skákal Kanaďan Steve Collins s lyžemi do postavení delta (špičky u sebe, paty od sebe). Tímto stylem zvítězil na prvních závodech na Harrachovském mamutím můstku v roce 1980. Bylo mu tehdy 15 let.